# Encephalartos senticosus
Espèce
Statut CITES

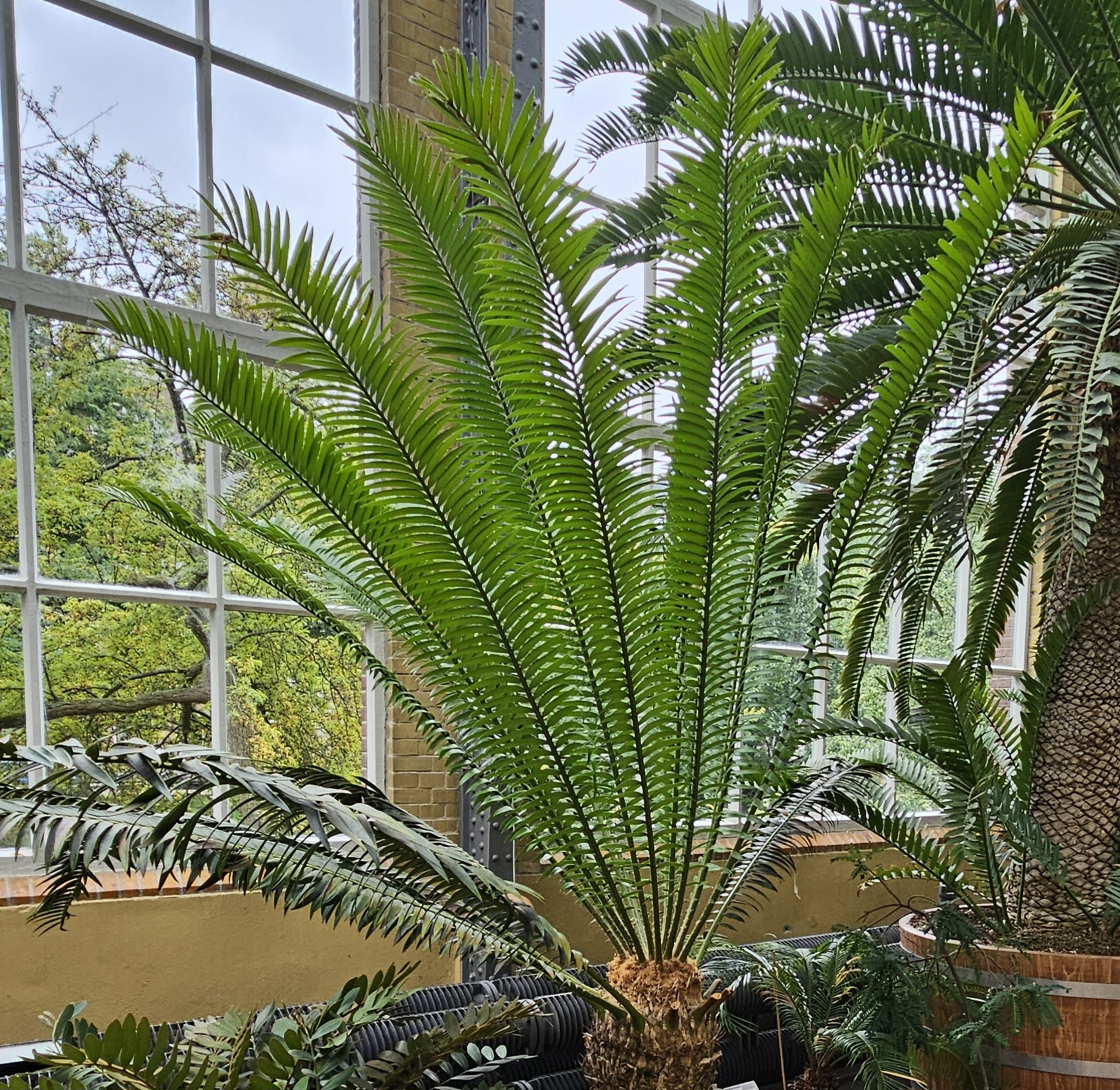
Encephalartos senticosus au jardin botanique d'Amsterdam.

Encephalartos senticosus est une espèce de plantes à fleurs de la famille des Zamiaceae. Son aire de répartition naturelle s'étend de l'Eswatini au KwaZulu-Natal. C'est un arbuste qui pousse principalement dans les régions tropicales sèches.
Avant sa description en 1996, Encephalartos senticosus avait été confondue avec l'espèce étroitement apparentée et sympatrique Encephalartos lebomboensis,.

## Description
Encephalartos senticosus est très semblable à Encephalartos lebomboensis. Elle s'en distingue principalement par la forme de ses écailles coniques. Les cônes mâles appartenant à Encephalartos lebomboensis sont sessiles et généralement solitaires tandis que les cônes mâles d’Encephalartos senticosus sont pédonculés et groupés en groupes de trois ou quatre par tige.
Son tronc peut atteindre 4 m de haut et 30 cm d'épaisseur. Il drageonne généralement à la base, ce qui entraîne la formation de touffes. Les feuilles sont rigides et droites, généralement d'environ 110 à 150 cm de longueur. Les folioles sont brillantes et vert foncé, généralement longues de 12 à 18 cm et larges de 1,4 à 2 cm. Elles sont étroitement ovales et à bords dentelés (bien que rarement entières). Elles sont disposées l'une en face de l'autre selon un angle d'environ 135 C° et inclinées selon un angle de 30 °C du rachis central vers l'extrémité de la feuille. Elles sont espacées de 2 à 3,5 cm les unes des autres au milieu, devenant plus petites vers la base, les folioles les plus basales étant réduites à des aiguillons.
Encephalartos senticosus est une espèce dioïque, c'est-à-dire dont les plants mâles et femelles sont distincts. Les spécimens mâles produisent trois ou quatre cônes très étroitement ovoïdes, fixés sur des tiges atteignant 10 cm de long. Ils mesurent environ 30 à 50 cm de long et jusqu'à 10 cm de diamètre. Ils sont orange à jaune orangé. Les spécimens femelles produisent également deux ou trois cônes en forme de tonneau, d'environ 45 cm de long et 22 cm de diamètre. Ils sont jaune pâle. Les graines sont rouge vif sarcotesta.

## Galerie

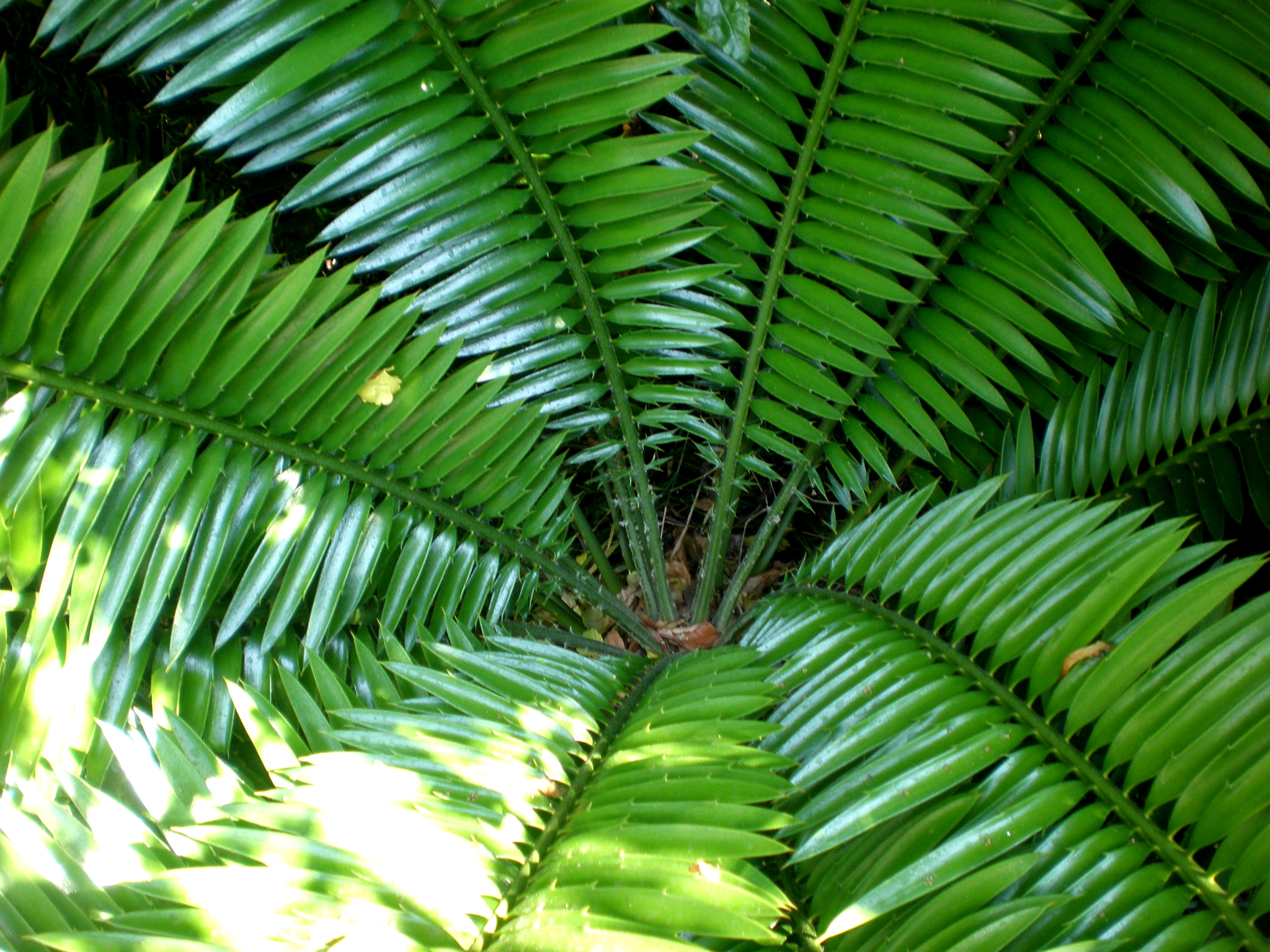
Feuilles.
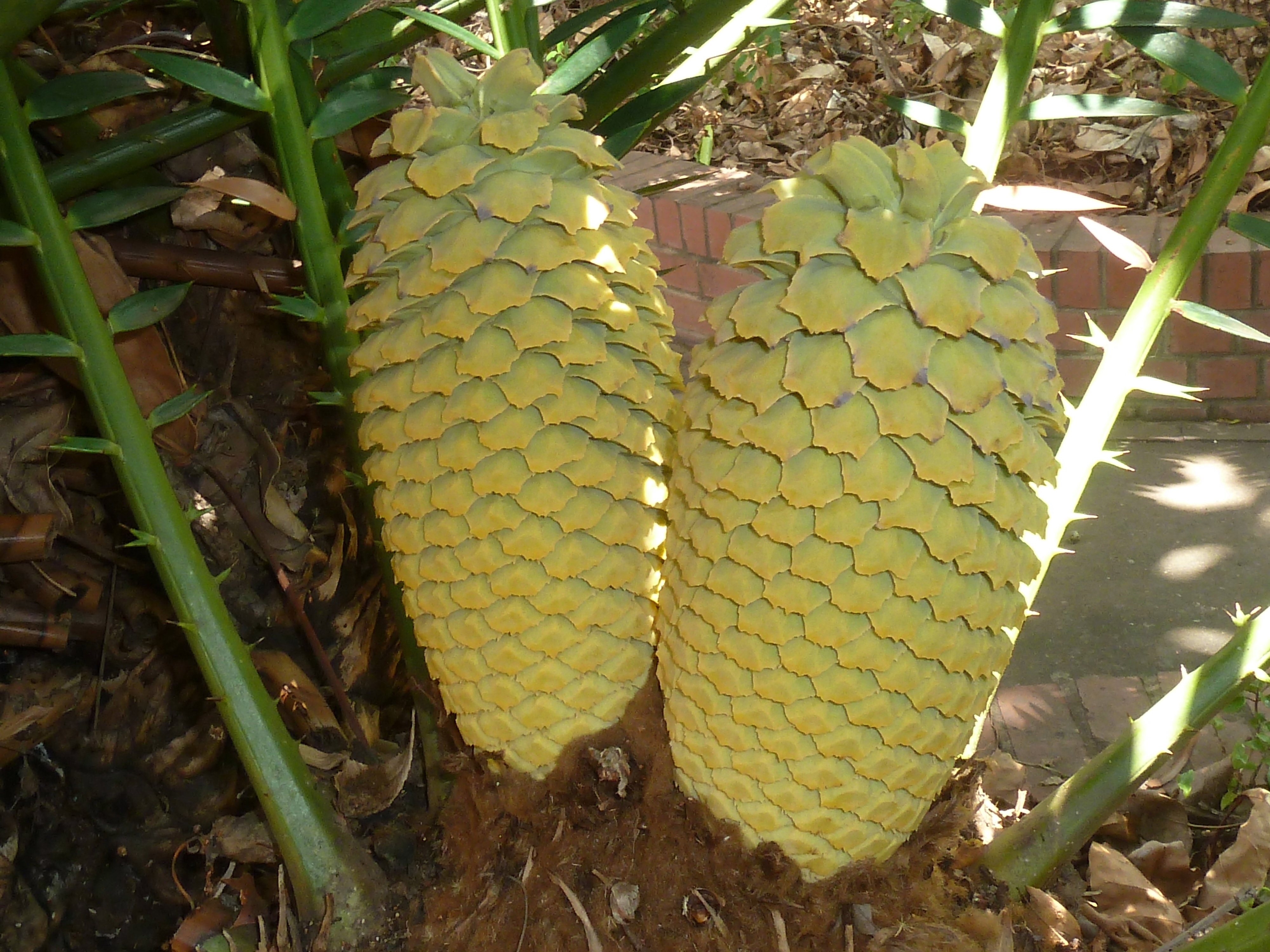
Cônes.
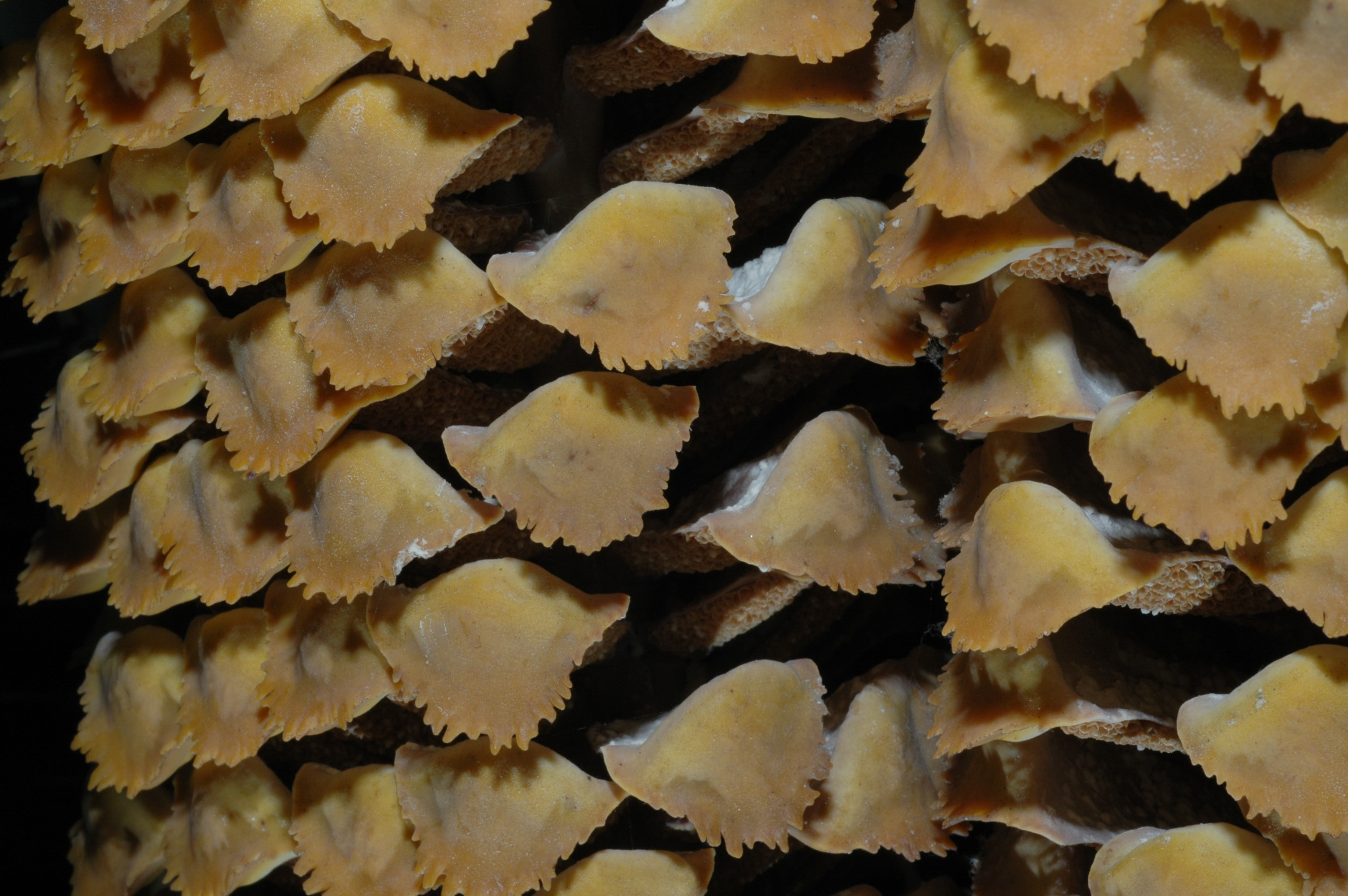
Gros plan des cônes.
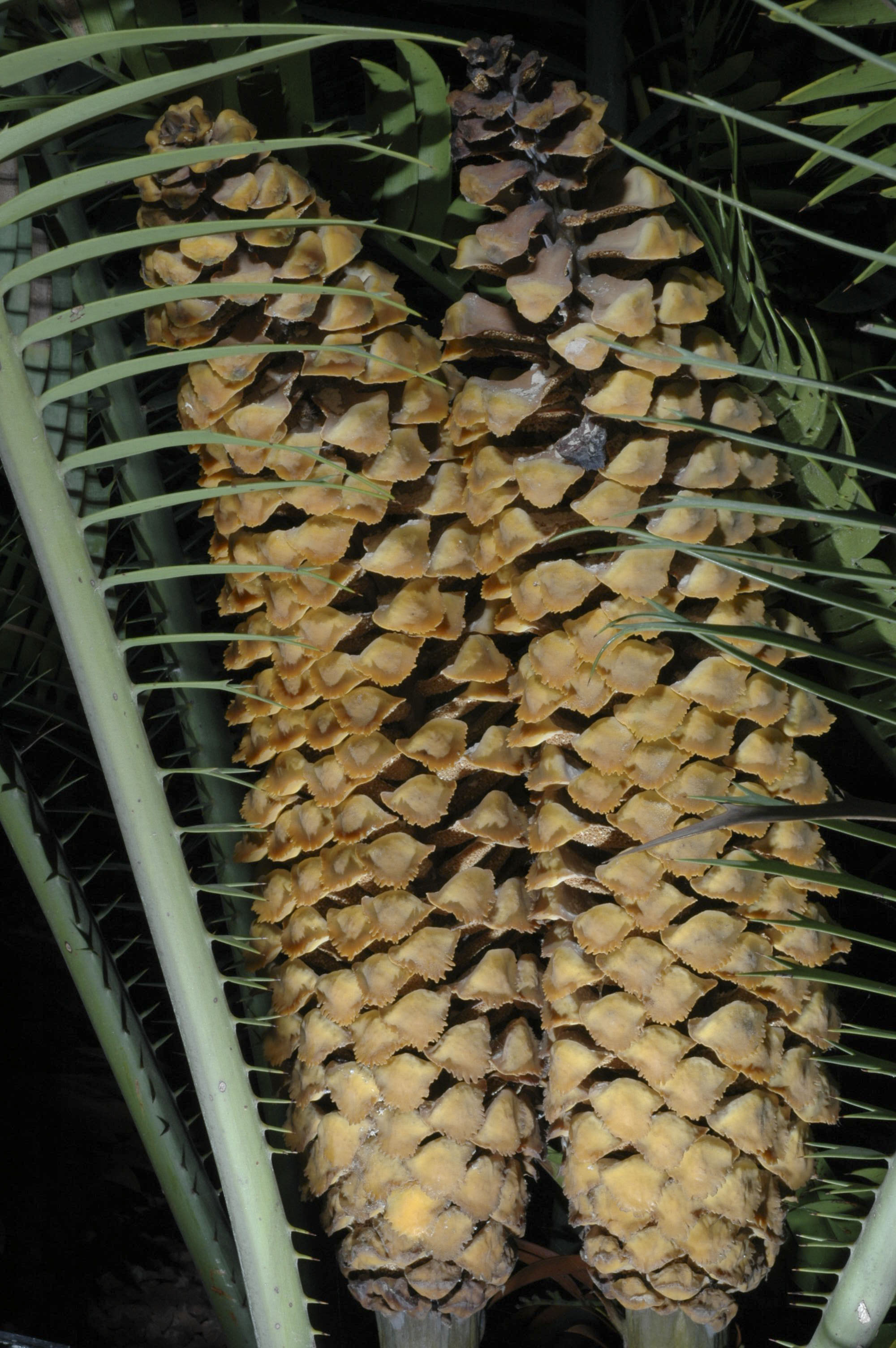
Cônes matures.

## Répartition et habitat
Encephalartos senticosus est une espèce de cycas, et est  originaire des montagnes Lebombo du Mozambique, d'Eswatini (Swaziland) et de la province du KwaZulu-Natal en Afrique du Sud. Encephalartos senticosus se rencontre dans les monts Lebombo, à une altitude de 300 à 800 m, le long des frontières de l'Afrique du Sud, du Swaziland et du Mozambique. On le trouve principalement du sud du barrage de Pongolapoort (Jozini), dans le nord du KwaZulu-Natal, jusqu'à quelques kilomètres au nord de la ville de Siteki. Son aire de répartition chevauche celle d’Encephalartos lebomboensis au nord.

## Statut de conservation
On estime que le nombre d’Encephalartos senticosus poussant à l'état sauvage a diminué de plus de 30 % au cours des soixante dernières années. On estime qu'il en reste entre 5 000 et 10 000 spécimens. La Liste rouge des espèces menacées de l’UICN la classe comme « espèce vulnérable », principalement en raison de la récolte illégale de plantes sauvages,.

## Dénominations
En anglais, Encephalartos senticosus et Encephalartos lebomboensis sont communément appelées Lebombo cycad (« cycadales du Lebombo »).

## Systématique
Le nom correct complet (avec auteur) de ce taxon est Encephalartos senticosus Vorster (d).
Encephalartos senticosus est maintenant classé dans le genre Encephalartos de la famille Zamiaceae. Il était initialement inclus dans l'espèce étroitement apparentée Encephalartos lebomboensis, mais en a été séparé en 1996 par le botaniste sud-africain Pieter Johannes Vorster,.
Encephalartos senticosus a pour synonyme :
- Encephalartos sentica Vorster